# In Dark Purity
Az In Dark Purity az amerikai Monstrosity death metal zenekar 1999-ben megjelent harmadik albuma. Az előző lemezen szereplő George „Corpsegrinder” Fisher helyén Jason Avery mutatkozott be, mint új énekes. A lemezt záró Angel of Death egy Slayer feldolgozás.

## Számlista
|     | Cím                                 | Szerző(k)                                | Hossz |
| --- | ----------------------------------- | ---------------------------------------- | ----- |
| 1.  | The Hunt                            |                                          | 1:08  |
| 2.  | Destroying Divinity                 | Jason Avery, Jay Fernandez, Lee Harrison | 3:26  |
| 3.  | Shapeless Domination                | Avery, Harrison                          | 3:29  |
| 4.  | The Angels Venom                    | Avery, Fernandez, Harrison               | 5:21  |
| 5.  | All Souls Consumed                  | Avery, Harrison                          | 2:31  |
| 6.  | Dust to Dust                        | Avery, Harrison                          | 2:40  |
| 7.  | Suffering to the Conquered          | Avery, Fernandez, Harrison               | 3:37  |
| 8.  | The Eye of Judgement                | Avery, Fernandez, Harrison               | 2:46  |
| 9.  | Perpetual War                       | Avery, Fernandez, Harrison               | 4:03  |
| 10. | Embraced by Apathy                  | Avery, Fernandez, Harrison               | 2:54  |
| 11. | Hymns of Tragedy                    | Avery, Harrison                          | 3:28  |
| 12. | In Dark Purity                      | Avery, Harrison                          | 6:10  |
| 13. | The Pillars of Drear                | Harrison                                 | 3:43  |
| 14. | Angel of Death (Slayer feldolgozás) | Jeff Hanneman                            | 4:47  |

## Közreműködők
- Jason Avery – ének
- Tony Norman - gitár
- Jason Morgan - gitár
- Kelly Conlon – basszusgitár
- Lee Harrison – dob
- Tim Hubbard – fotók
- Eric Johnson – borító
- Monstrosity – producer
- Jim Ward Morris – hangmérnök, digitális szerkesztés
- Jose Perez – logo